# Davidijordania lacertina
Davidijordania lacertina is een straalvinnige vissensoort uit de familie van puitalen (familie) (Zoarcidae). De wetenschappelijke naam van de soort is voor het eerst geldig gepubliceerd in 1910 door Pavlenko.